# Горга (дочь Ойнея)
Горга (либо Горгида, др.-греч. Γόργη). Дочь Ойнея и Алфеи. Жена Андремона, мать Фоанта. По версии Писандра, мать Тидея. Дева-воительница, оборонявшая родной город. Её могила в Амфиссе.